# FIGHT CAMP 360°
FIGHT CAMP 360° er en amerikansk reality-serie, der kører på den amerikanske kanal Showtime. Den tager udgangspunkt i deltagerne i Super Six World Boxing Classic's liv. Serien havde premiere lørdag den 10. oktober 2009. I serien medvirker Arthur Abraham, Carl Froch, Andre Dirrell, Mikkel Kessler, Andre Ward og Allan Green. Selvom Jermain Taylor har trukket sig tilbage fra turneringen deltager han stadigvæk i serien i parallelklip.
Der vil være 8 episoder i alt, der følger kæmperne, ikke bare i træningslejren, men i løbet af de intense øjeblikke, der fører op til deres respektive kampe, i deres hjørner i hver kamp og i kølvandet hos hver vinder, taber, eller uafgjort som krigerne trækker sig tilbage fra rampelyset og begynder at forberede sig til deres næste kamp. Serien giver dermed publikum et mere personligt forhold til bokserne.
The round-robin nature of this tournament lends itself to a story arc and fight progression that has never before been seen in boxing,” sagde SHOWTIME Sports General Manager Ken Hershman. “This series will set itself apart by chronicling each man through that progression. No one knows where each story will lead, but our cameras will be there every step of the way.”
Serien tager også seerne bag intriger og politik for at afsløre, hvordan den hidtil usete bokseturnering blev skabt.
Serien har stemme af Bill St. James med musik af den prisbelønnede NFL Films David Robidoux.